# Teloomtheorie

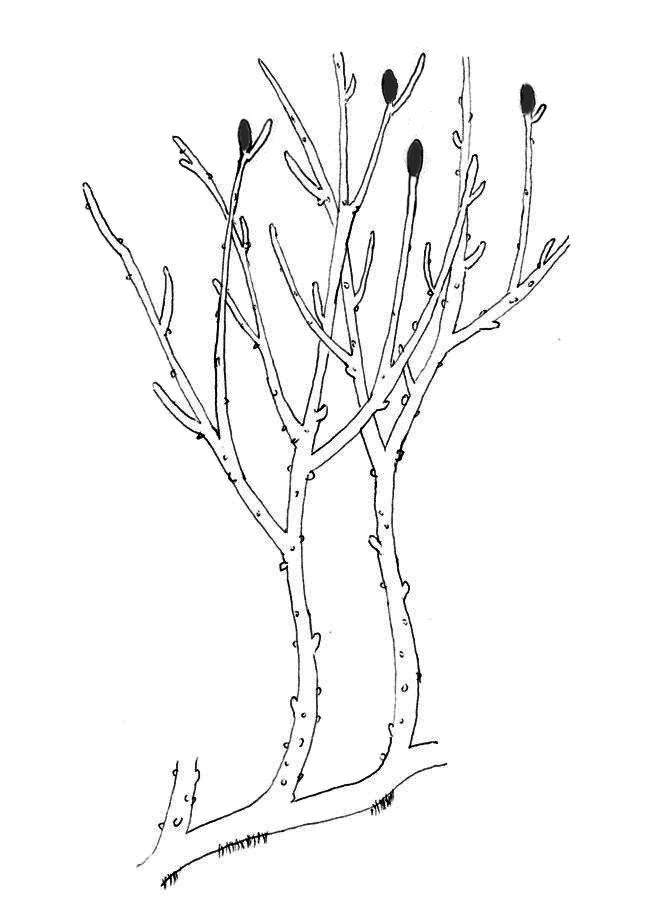
reconstructie van Rhynia.

De teloomtheorie beschrijft het in de evolutie ontstaan van de complexe morfologische structuur van de landplanten uit een eenvoudige structuur (met een geïdealiseerde Rhynia-achtige bouw), bekend als Oerlandplanten. Telomen (enkelvoud: teloom) zijn de delen van de stengel na de laatste vertakking. Mesomen (enkelvoud: mesoom) zijn de stengeldelen waarop andere mesomen of telomen staan.
Walter Zimmermann was de opsteller in 1930 van deze invloedrijke theorie ter verklaring van evolutionaire veranderingen tijdens de vroege fase van vestiging op land van de Embryophyta.

## Dichotome vertakking
Telomen zijn de weinig gedifferentieerde, onvertakte delen van de eerste landplanten. Een teloom is dan ook een fundamenteel orgaan en begint onderaan op een mesoom en eindigt met een groeitop of een sporangium.
In de meest oorspronkelijke vorm vertakken telomen zich dichotoom, dat wil zeggen in twee gelijkwaardige takken. Elke volgende vertakking staat loodrecht op de vorige, waardoor het vertakkingsstelsel een ruimtelijke structuur vormt.
De teloomtheorie is gebaseerd op de analyse van fossielen, waarbij Rhynia gwynne-vaughanii een belangrijke rol heeft gespeeld. De kern is de aanname dat het mogelijk is door vijf elementaire processen de recente landplanten (met name wortels, stengels, bladeren en sporangienstand) af te leiden van oerlandplanten, die geleken zouden hebben op de fossiele Rhynia. Rhynia heeft de volgende belangrijke kenmerken: de hoofdas staat op een dichotoom vertakt rizoom (zonder wortels, maar met rizoïden); ook de hoofdas is dichotoom vertakt, waarbij de sporangia aan de uiteinden van de takken staan. Het transportweefsel met xyleem en floëem wordt in de telomen gevormd door een centrale cilinder in de vorm van een protostele.

## Elementaire processen

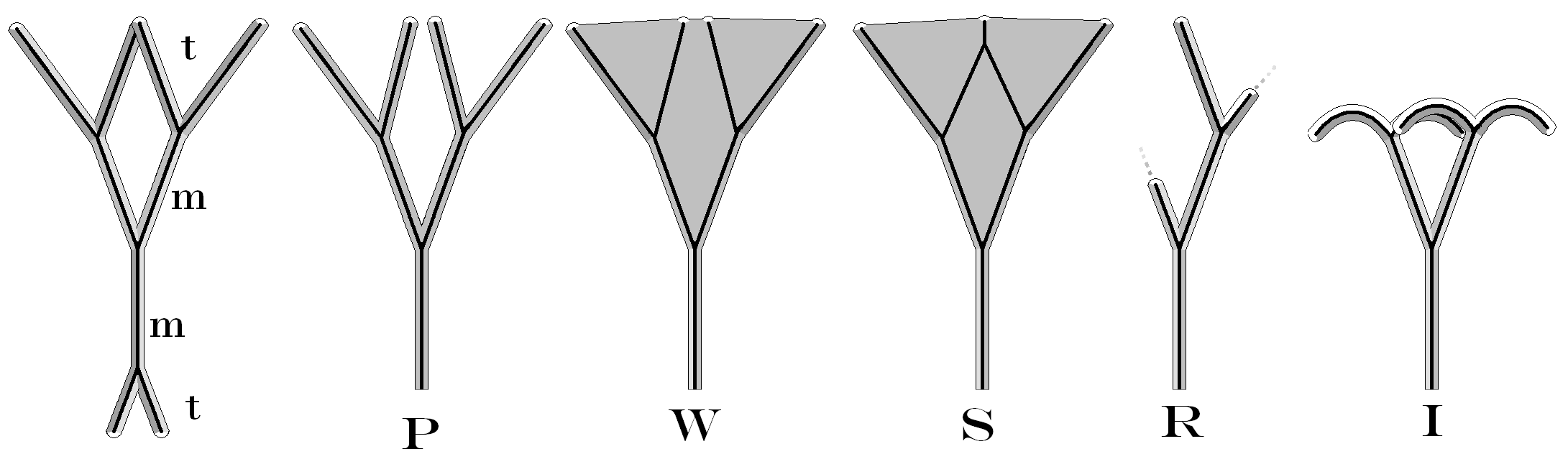

De elementaire processen zijn overtopping, planatie, vergroeiing, reductie en kromming.
Bij overtopping groeit van de oorspronkelijk vrijwel dichotome vertakking (symmetrische vertakking in twee gelijkwaardige takken of telomen) er één iets langer en sterker uit dan de andere, zodat er een splitsing in hoofd-en secundaire scheuten komt: anisotome vertakking. Zo zijn onder de wolfsklauw-soorten enkele dichotoom vertakt, andere zijn anisotoom vertakt.
Bij planatie groeien de oorspronkelijk in drie dimensies gerangschikte telomen in een plat vlak.
Bij vergroeiing worden er twee vormen van vergroeiing onderscheiden: webbing en syngenese.
- webbing: de door planatie reeds in een plat vlak groeiende telomen verbinden zich met elkaar door parenchymatisch weefsel; voorbeeld: In de bladnervatuur van Adiantum of van Ginkgo zijn de dichotoom vertakte nerven goed herkenbaar;
- syngenese: daarnaast heeft het ook betrekking op het samengroeien van de vaatbundels.

Bij reductie blijven (door overtopping) kleinere zijtakken zo sterk achter in de groei, dat slechts een enkele, onvertakte spruit over bleef; dit kan gezien worden als een extreme overtopping. De bladen van wolfsklauw zouden als gereduceerde takje gezien kunnen worden, maar volgens een andere theorie zijn ze ontstaan als uitgroeiingen (enaties) van de stengel.
Bij kromming' (incurvatie of recurvatie) zijn de individuele telomen naar beneden gebogen. Aan de uiteinden liggen vaak de sporangia. De sporangia van de paardestaart staan onder aan tafelvormige structuren die ontstaan zouden kunnen zijn door reductie, vegroeiing en inkromming.
De door Zimmermann in 1930 geformuleerde teloomtheorie wordt nog steeds als waardevol beschouwd. De daadwerkelijk waargenomen ontwikkelingsstadia worden in een fylogenetisch plausibel schema samengevat. Dit geldt met name voor de verhoudingen in de volwassen planten, omdat de ontogenie nauwelijks is opgenomen in de theorie.